# Santuario di Cerere, Libero e Libera
Il santuario di Cerere, Libero e Libera era un tempio dell'antica Roma, situato sul colle Aventino, dedicato alla triade di origine dionisiaca di Libero, Libera e Cerere, trasposizione latina di Demetra, Dioniso e Core.

## Storia
Era stato votato nel 496 a.C., ad opera del dittatore Aulo Postumio, in seguito al responso dei Libri sibillini. In realtà il voto di tale tempio, alla vigilia dell'importante battaglia del lago Regillo doveva spingere la classe plebea a partecipare al conflitto. Il tempio infatti assunse fin dalla sua dedica, avvenuta nel 493 ad opera di Spurio Cassio Vecellino, connotazioni fortemente plebee.
Può essere considerato a ragione, la risposta plebea al tempio "aristocratico" della triade capitolina, da cui appunto il tipo di culto triadico. Vi si adoravano appunto Cerere, Libero e Libera (corrispondenti a Demetra, Dioniso e Kore), divinità che avevano avuto vasto seguito nella Magna Grecia. Cicerone ci informa che le sacerdotesse dedite al culto triadico provenissero solo ed esclusivamente dalla Magna Grecia (essendo il culto di importazione greca), ma è un'informazione non riscontrabile se non a livello di fonte letteraria.
Nel 210 a.C., gli edili plebei Quinto Cazio e Lucio Porcio Licino fecero costruire col denaro ricavato dalle multe, alcune statue di bronzo dedicate al tempio di Cerere ed organizzarono i giochi con il fasto che quel periodo permetteva alla Repubblica romana, in piena seconda guerra punica.
Colpito da un incendio nel 31 a.C., anno della battaglia di Azio, fu riconsacrato solo nel 17 dal successore di Augusto, Tiberio.

## Forme architettoniche
Non possedendo, ad oggi, riscontri archeologici validi, dobbiamo fidarci delle parole di Marco Vitruvio Pollione. Nel terzo libro del suo trattato De architectura ci parla del tempio come di un tempio aerostilo che presuppone l'impiego di intercolumni molto ampi. Da tale informazione si può dedurre che la trabeazione dovesse essere lignea per alleggerirne il peso sulle colonne. Aggiunge inoltre che il tempio era "schiacciato" ossia largo e basso, tipico di un genere di tempio di Ordine tuscanico. La decorazione del frontone era di tipo etrusco con terrecotte. I muri della cella erano stati decorati successivamente da pitture di Damophilos e Gorgasos, artisti magnogreci molto apprezzati.

## Intrecci politici
Come già detto, fin dalla nascita il tempio assunse valenze fortemente plebee, e durante la sua lunga vita ebbe diversi punti di contatto con tale classe sociale.
Il tempio può essere considerato il centro dell'organizzazione politica ed economica della plebe, che proprio sull'Aventino aveva la sua storica roccaforte. Qui trovavano espressione gli editti della plebe.
Un interessante episodio dimostra le implicazioni politiche del tempio: nel 485 fu dedicato un simulacrum bronzeo (forse una statua) grazie ai beni confiscati al democratico filo-plebeo Spurio Cassio Vecellino. In questo caso la classe politica romana di stampo aristocratico volle dimostrare la sconfitta delle ambizioni democratiche del Cassio proprio nella sua roccaforte.